# Heino Freyberg
Pour les articles homonymes, voir Freyberg.
Heino Ado Freyberg (31 octobre 1922 à Tallinn en Estonie-26 janvier 1978 à Stockholm) est un bobeur suédois. Il participe à une édition des Jeux olympiques.
Freyberg meurt en janvier 1978 à l'âge de 55 ans. Sa dépouille repose au cimetière du Nord de Solna dans le comté de Stockholm.

## Jeux olympiques
- Jeux olympiques d'hiver de 1964 à Innsbruck ( Autriche)
  - 11e position à l'épreuve à quatre.
  - 12e position à l'épreuve à deux.